# Willi Landgraf
Wilfried „Willi“ Landgraf (* 29. August 1968 in Mülheim an der Ruhr) ist ein deutscher Fußballspieler und Nachwuchstrainer.

## Karriere als Spieler
1993 nahm Willi Landgraf mit der Bundeswehr-Nationalmannschaft an der Militär-Weltmeisterschaft in Marokko teil und belegte den dritten Rang. Am 21. Oktober 2005 bestritt Landgraf als erster Spieler sein 500. Zweitligaspiel (0:1 gegen Kickers Offenbach). Sein Einsatzwille, die hohe Anzahl von Spielen und seine kämpferische Spielweise brachten ihm die Spitznamen „Willi das Kampfschwein“, „Kampfgraf“ und „Mister 2. Liga“ ein, denn zu einem Erstligaeinsatz hat es Landgraf nicht gebracht. Landgraf bestritt 508 Spiele und schoss 14 Tore in der 2. Fußball-Bundesliga und hält damit den Zweitligarekord (vor Jo Montañés mit 479 Spielen). Gleichzeitig hält er auch mit neun Platzverweisen in der 2. Liga zusammen mit Rüdiger Rehm den Rekord an Hinausstellungen.
Der 1,66 m große Publikumsliebling gilt aufgrund seiner robusten Spielweise, seines Charakters, seiner Herkunft und seiner Aussprache als „typischer“ Ruhrpottkicker. Nachdem Landgraf mit Alemannia Aachen 2004 das DFB-Pokal-Finale erreichen konnte, spielte er am 16. September 2004 sein erstes Pflichtspiel im UEFA-Pokal gegen den FH Hafnarfjörður aus Island. In der Saison 2005/06 stieg Landgraf mit Alemannia Aachen von der zweiten in die erste Bundesliga auf. Am 8. Oktober 2006 bestritt Willi Landgraf zusammen mit Erik Meijer sein Abschiedsspiel (8:8) an der Kultstätte Tivoli. Die Väter von Landgraf und Meijer riefen ihre Söhne vom Spielfeld und beendeten damit das Abschiedsspiel. Dieses endete mit einer emotionalen Verabschiedung von der Mannschaft und den Fans. Am 5. Mai 2006 unterzeichnete Landgraf einen Zweijahresvertrag bei den Amateuren des Bundesligisten FC Schalke 04. Dort wollte er beim Team aushelfen und anschließend seinen Trainerschein machen. Im Januar 2007 wurde er allerdings wieder Profi, der FC Schalke beförderte den 38-jährigen Routinier für den Rest der Saison in den Profikader. 2009 beendete er offiziell seine Karriere. Im Februar 2010 wurde Landgraf vom Trainer des Bochumer A-Kreisligisten Amacspor Dahlhausen zu einem Comeback überredet und reaktiviert. Zur Saison 2011/12 wechselte er zum Bezirksligisten VfB Bottrop, mit dem er in die Landesliga Niederrhein aufstieg.

## Karriere als Trainer
Zur Saison 2009/10 unterschrieb Landgraf zunächst einen Vertrag als Co-Trainer beim Oberligisten Alemannia Aachen II, bat jedoch kurz vor Trainingsauftakt der Aachener um Vertragsauflösung, um für Schalke arbeiten zu können. Dem entsprach die Alemannia. Beim FC Schalke 04 unterschrieb Landgraf einen Dreijahresvertrag als Nachwuchstrainer und trainierte in der Saison 2009/10 die U-13 des Vereins. Seit der Saison 2010/11 betreut er die Schalker U-15-Mannschaft.

## Fußballschule
Landgraf veranstaltet unter dem Namen „Willis Revier“ regelmäßig Fußballcamps, unter anderem als Vater-und-Sohn-Camp.

## Zitate
- „Jung, ich komm aus Bottrop da wirsse getötet, wenne datt inne Muckibude machs!“ (Beim Step-Aerobic-Training auf die Frage, ob er so etwas vorher schon mal gemacht habe.)
- „Um ehrlich zu sein: Ich hatte nie ein Angebot.“ (Bei seinem 480. Zweitligaspiel auf die Frage der taz, wieso er nie in der ersten Bundesliga gespielt habe.)